# Basilique Saint-Vincent de Galliano
Cette  basilique n’est pas la seule basilique Saint-Vincent.
La basilique Saint-Vincent de Galliano (en italien : Basilica di San Vincenzo) est située sur le territoire de la commune de Cantù, en Italie.
Elle forme avec le baptistère Saint Jean-Baptiste le complexe de Galliano.
Construite au début du Ier millénaire, la basilique est l'un des premiers témoignages du style roman.

## Histoire

### Toponymie
Le nom Galliano dérive du nom des habitants : Gallianates, comme l'atteste l'autel romain retrouvé sur le site, dédié Matronœ Bræcorium Gallianatium.

### Époque romaine et paléochrétienne
Les fouilles archéologiques ont mis au jour des traces d'occupation du site par les Romains devenues fréquentes après 196 av. J.-C., année où Marcus Claudius Marcellus conquiert Côme. À partir du milieu du Ve siècle, les inscriptions des pierres tombales marquant le culte de Jupiter, Minerve , la Triade capitoline et quelques divinités locales, ont été remplacées par les premières épigraphes chrétiennes. La plus ancienne de ces inscriptions est datée de 466.

### Haut Moyen Âge
En 386, Ambroise, évêque de Milan de 374 à 397 envoie Félix au municipium de Côme, le consacrant premier évêque du diocèse de Côme . À la suite de ces initiatives d'évangélisation de la Lombardie, une communauté nait à Galliano, et y construit, à partir du Ve siècle, une première basilique paléochrétienne à une seule salle, servant d'église paroissiale de Cantù, agrandie aux VIIe et VIIIe siècles.
Le site est occupé par une église dédiée à saint Vincent de Saragosse, et possiblement un baptistère. Existent toujours de cette première église : une dalle de marbre gravée d'un chrisme représenté entre deux colombes. Le dallage de marbre noir et blanc, réutilisé pour le chœur provient également de cette église. Ce sol en marbre est encore présent sous le dallage en terre cuite du baptistère.

### Construction de la basilique
Aribert d'Intimiano, alors sous-diacre et « custos » de l'église, la fait rénover et redécorer à l'aube du Ier millénaire. Aribero, la consacre le 2 juillet en 1007 et la dédie à saint Vincent. Ce titre de custos est peu clair, et en était probablement le propriétaire par tradition familiale. Elle devint église paroissiale et siège du Chapitre des Chanoines. Pendant quelques siècles, les Canturini feront don de terres et d'autres propriétés à la basilique : le legs le plus ancien remonte à 1284.

### Abandon de la basilique
À la suite du développement progressif du village de Cantù, situé dans une position stratégique entre Milan et Côme, la colline Galliano a pris une position périphérique. En 1582, Charles Borromeo, archevêque de Milan de 1560 à 1584, trouve l'église dans un état de semi-abandon et décide de nommer le 10 juillet 1582 l'église Saint-Paul (it) église paroissiale principale. Le Chapitre et le Prévot s'installent dans l'église Saint-Paul en 1584. L'église Saint-Vincent devient alors une simple église de campagne.
En 1616, le cardinal Frédérique Borromeo, prescrit des restaurations afin de sauver l'église de la ruine, qui ne seront pas réalisées.
Au XVIIIe siècle, la région passe sous domination habsbourgeoise, puis napoléonienne. Les autorités française procédèrent à la saisie des biens ecclésiastiques. La basilique est achetée par des citoyens milanais en 1799. Le curé de Saint-Paul de l'époque, Don Calderini, s'oppose à cette vente et ses plaintes continuelles incitent le ministre de l'Intérieur de la République cisalpine à nommer en 1801 une commission artistique chargée d'évaluer la valeur artistique de l'édifice, formée par le peintre Andrea Appiani, par l'architecte et décorateur Giocondo Albertolliet par l'historien L. Bossi. Le rapport de cette commission indique : « [...]il nous semble que l'on peut dire que l'église Saint-Vincent de Galliano n'est ni un chef-d'œuvre ni un monument d'art ». Le 15 mai 1801, la basilique est désacralisée, le maître-autel détruit et le bâtiment est restructuré pour servir de ferme.

### XIXesiècle
La basilique de Galliano demeure un lieu de dévotion populaire, notamment des femmes enceintes, grâce à une fresque du XIVe siècle, peinte au dessus de la source jaillissant dans la crypte. Cette fresque de la Madonna del Latte, représentant la Vierge assise de face sur un trône offrant son sein à Jésus, assis dans ses bras. Malgré la désacralisation et la reconstruction du XIXe siècle, et face à la dévotion populaire, la crypte demeure accessible grâce à un couloir, ouvert au public, aménagé entre les pièces.
Malgré les multiples propriétaires et affectations du lieu au cours du siècle, il nous est possible de connaitre l'état de l'église au début du XIXe siècle, grâce à Carlo Annoni, curé de Saint-Paul à partir de 1830. En 1831, Annoni charge l'ingénieur Montanara de dresser un relevé précis de la basilique, composé de plans et de coupes de l'édifice et de reproductions des fresques. Leur étude Monumenti e fatti politici e religiosi del borgo di Canturio e sua pieve, nous permet de connaitre l'édifice avant ses restructuration drastiques.

### XXesiècle
En 1909 la basilique fut rachetée par la Municipalité de Cantù. De 1910 à 1913 sont menés les premiers travaux de restauration, conduits par l'architecte Ambrogio Annoni (it), permettant la récupération des structures d'origine et la démolition des bâtiments ruraux. C'est durant ces travaux que sont retrouvées les pierres tombales portant des inscriptions de l'époque romaine et paléochrétienne.
Succède une deuxième phase de restauration, conduite également par Annoni, de 1933 à 1934. La crypte est drainée et la structure est consolidée. Annoni estime que les parties détruites ne doivent pas être reconstruites, le bas-côté droit n'est donc pas reconstruit : la basilique est fermée sur son flanc droit par une verrière. Dans les années 1950 et 1960, sont menées des campagnes de restauration des fresques, dirigées d'abord par Mauro Pelliccioli puis par Ottemi Della Rotta, mais des symptômes de détérioration due à la formation d'humidité ont été constatés et en 1981 un sous-plancher aéré a été installé. Entre-temps, l'aménagement de la crypte et la toiture du presbytère sont terminés. De dernières interventions sur les fresques ont lieu en 1986 et en mai de la même année la basilique est rouverte au culte.

## Architecture

### Basilique Saint-Vincent

#### Façade et structure
La basilique présente trois nefs absidales typique des églises romanes, mais la troisième nef a disparu. Construite principalement de moellons et de brique.
La façade, très sobre, présente un petit oculus, une seule fenêtre monofora à gauche, et une petite fenêtre supérieure en forme de croix. L'entrée principale, à linteau, présente une arche de briques. L'entrée latérale, de la nef nord est murée.
Les parois latérales sont également très sobres, percé de rares fenêtres, en plein cintre. Du côté nord de la nef, il y a huit fenêtres, dont quatre sont fermées, en alternance. Des enfoncements en losange viennent rythmer l'espace entre les fenêtres. Le mur sud présente quatre fenêtres dont deux sont murées. Seul l'abside est orné d'arcs en plein cintre, majoritairement aveugles.

#### Intérieur
L'espace intérieur est divisé en trois nefs par des colonnes qui soutiennent des arcs en plein cintre inégaux. Les arcs ont une hauteur assez limitée : la surface du mur au dessus est ainsi considérablement grande
Un élément particulier de cette basilique est chœur considérablement surélevé par rapport au sol de la basilique auquel on accède par un grand escalier central. De part et d'autre de l'escalier menant au chœur, se trouvent deux escaliers menant à de la crypte. Au dessus de ces escaliers se trouvaient originellement les deux ambons. Il ne reste aujourd'hui qu'un fragment de l'aigle formant le pupitre de l'ambon de gauche.

#### Fresques
Le cycle des fresques de la basilique constitue le plus grand ensemble de fresques ottoniennes du nord de l'Italie. Elles mêlent les influences byzantines au style occidental de l'antiquité tardive. Le non de l'artiste, commandité par Aribert, nous est inconnu.

##### Abside
L'abside est la partie la plus richement décorée de la basilique. Une frise peuplée d’oiseaux et une frise d’animaux aquatiques soulignent l'arche de l'abside. La voute en cul-de-four est recouverte d'une grande fresque représentant au centre le Christ, bras ouverts, au centre d'une mandorla, tenant de sa main gauche un livre. Autour de la figure christique, se trouvent deux personnages âgés : les prophètes Jérémie et Ézéchiel. Derrière eux se tiennent les archanges Michel et Gabriel. Derrière eux, deux groupes de saints auréolés. Sur l'hémicycle inférieur de l'abside est représenté le martyr de Saint Vincent de Saragosse, dédicataire de l'église. De gauche à droite : le saint flagellé bras levés devant le proconsul Dacien, le saint Vincent allongé sur un gril en feu sur-lequel est versé du plomb fondu, enfin le débarquement du corps du saint sur une plage, légende et son enterrement. Dans le quatrième panneau, tout à droite, divisé en deux par la niche qui abritant le tabernacle, les figures de Saint Adéodat à gauche et la figure d'Aribert d'Intimiano à droite, présentant le modèle de l'église à Dieu. Sous les scènes du martyre de saint Vincent cours une frise de cornes d'abondance, de spirales d'acanthe, d'oiseaux et de fruits.
Les fresques qui surmontent l'accès droit à la crypte sont de la fin du XIIIe siècle et représentent, de gauche à droite : l'archange Michel, saint Pierre, la Vierge à l'enfant, saint Paul, saint Vincent, saint Ambroise et un autre saint (Stephane ou Adéodat).

##### Nef
Les fresques du mur de droite sont consacrées à l'illustration de la vie de Samson, et à l'histoire de saint Christophe. Saint Christophe y est représenté sans l'enfant Jésus, suivant l'iconographie orientale; cette fresque serait la plus ancienne fresque représentant l'histoire du saint en Europe. Les fresques du mur de gauche, représentent des dépeignent Adam (représenté avec une fourrure) et Ève, et l'histoire de Sainte Margherite. Une autre fresque importante, à droite de l'autel, représente la Vierge à l'Enfant parmi les Saints. Le mur de la contre-façade présente également quelques fresques. De part et d'autre de l'entrée principale sont représentés des figures de saints.

#### Crypte
La crypte, construite sous le chœur, a été construite pour y accueillir des reliques de saints locaux, selon la tradition ambrosienne. La voute à croisées est soutenue par quatre colonnes au centre de la crypte, surmontées de chapiteaux carolingiens.
Les murs et les voûtes sont décorés d'étoiles à huit branches. Au-dessus d'une ancienne source est peinte une fresque de la Madonna del latte. Trois autres fresques se trouvent sur les pilastres, représentent : un évêque bénissant, un saint tenant un livre fermé dans les mains et un saint vêtu d'une tunique rayée rouge et blanche. L'identité précise des sujets représentés n'a pas pu être déterminée.

### Baptistère Saint-Jean

#### Structure
À côté de la basilique Saint-Vincent, se dresse le baptistère de Saint-Jean (en italien : di San Giovanni), de construction contemporaine à l'église. Extérieurement, le baptistère apparaît plus décoré et élaboré que l'église, étant construit sur un plan de croix grecque. Le baptistère n'est pas sans rappeler le sacellum saint-Satyr de Milan (datant du IXe siècle). La salle, carrée, est délimitée par quatre arches s’appuyant sur quatre colonnes; de grandes absidioles en plein cintre viennent former le plan cruciforme. Les voutes des absidioles supportent les matroneums, auxquels on accède par deux escaliers construits dans l'épaisseur des murs. Le matroneum abrite deux autels, ainsi que deux rosaces en pierre, retrouvées dans le sol, et qui semblent avoir été utilisés comme horloges. À côté de ceux-ci a été placée la cloche qui se trouvait autrefois dans le clocher de la basilique.
La coupole à huit pans soutient un tiburium octogonal.

#### Le vestibule
L'entrée du baptistère se fait par la niche ouest, par une pièce voûtée, suivis d'une petite salle rectangulaire d'où partent les escaliers d'accès aux matroneums. Cette forme d'entrée n'est pas fréquente.